# Kellermania
Kellermania är ett släkte av svampar. Kellermania ingår i familjen Planistromellaceae, ordningen Dothideales, klassen Dothideomycetes, divisionen sporsäcksvampar och riket svampar.
|             | Piptarthron                             |
|             |                                         |
|             | Planistroma                             |
|             |                                         |
| Kellermania | \| \| Kellermania yuccigena \| \| \| \| |
|             | \| \| Kellermania yuccigena \| \| \| \| |
|             | Planistromella                          |
|             |                                         |
|             | Loratospora                             |
|             |                                         |
|             | Kellermania yuccigena                   |
|             |                                         |

|  | Kellermania yuccigena |
|  |                       |